# ウラル・シベリア語族

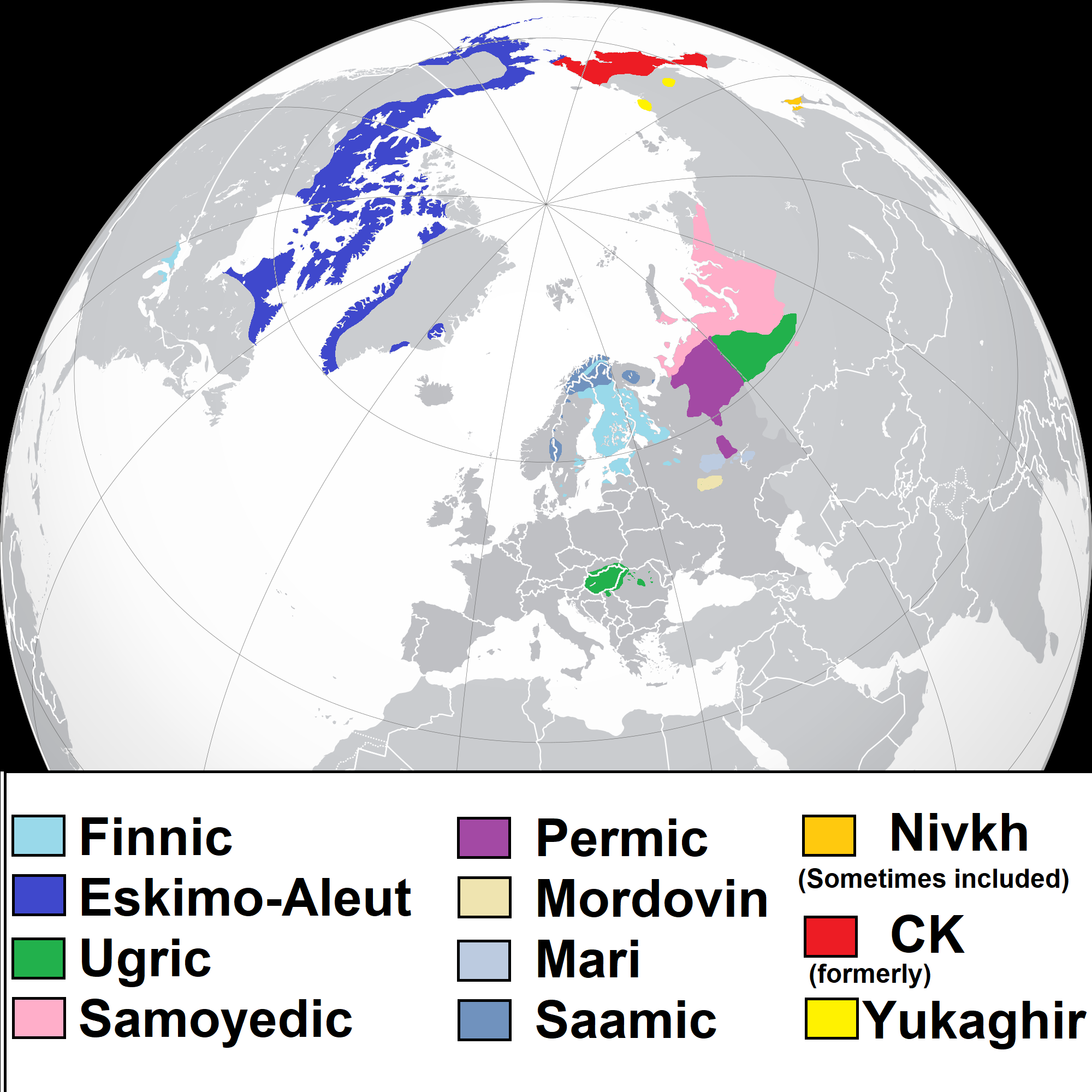

ウラル・シベリア語族（ウラル・シベリアごぞく、Uralo-Siberian languages）はウラル語族とシベリアの諸言語のいくつかを含む、仮説として提案されている語族。ウラル語族、ユカギール語、チュクチ・カムチャツカ語族、エスキモー・アレウト語族が含まれる。

## 歴史
マイケル・フォーテスキューによって1998年に最初に提案された。その後様々な試みがなされている。現段階では定説には至っていない。2011年にフォーテスキューはこの語族からチュクチ・カムチャツカ語族を除いた。

## 共通の特徴
形態素
- -t　複数
- -k　双数
- m-　一人称
- t-　ニ人称
- ka　疑問代名詞
- -n　属格

語彙
| ウラル・シベリア祖語     | ウラル祖語                       | チュクチ・カムチャツカ祖語   | エスキモー・アレウト祖語            |
| [aj(aɣ])- 'push forward' | [aja]- 'drive, chase'            | [aj-tat]- 'chase, herd' (PC) | [ajaɣ]- 'push, thrust at with pole' |
| [ap(p)a] 'grandfather'   | [appe] 'father in law'           | [æpæ] 'grandfather'          | [ap(p)a] 'grandfather'              |
| [el(l)ä] 'not'           | [elä] 'not'                      | [ællæ] 'not' (PC)            | [-la(ɣ])- 'not' (A)                 |
| [pit(uɣ])- 'tie up'      | [pitV]- 'tie' (FU)               | [pət]- 'tie up'              | [pətuɣ]- 'tie up'                   |
| [toɣə]- 'take'           | [toɣe]- 'bring, take, give' (FU) | [teɣiŋrə]- 'pull out'        | [teɣu]- 'take' (PE)                 |

（英語版より）

## ホームランド
ホーテスキューはウラル・シベリア祖語は紀元前8000-6000年の中石器時代の中南シベリアの狩猟採集民により話されていたとしている。

## 他語族との関係
インド・ヨーロッパ語族、アルタイ語族やニブフ語を本語族に含める説もある。

## 担い手遺伝子
ウラル・シベリア語族の担い手遺伝子はハプログループN (Y染色体)と考えられる。